# Огонь!
Огонь! (итал. Fuoco!) — художественный фильм итальянского режиссёра Джана Витторио Бальди (итал. Gian Vittorio Baldi), снятый по его собственному сценарию в 1968 году. На 29-м  Венецианском кинофестивале фильм получил Серебряную Озеллу (итал. Osella d’Argento). В 1969 году удостоен специальной премии жюри на международном кинофестивале «Молодое кино» в Йере (фр. Festival international du jeune cinéma de Hyères). В этом же году ему вручёна Coppa d’oro. В 1971 году награждён Золотой медалью за лучший фильм на Международной неделе кино в Антверпене ( фр. Semaine Cinematographique Internationale di Anversa). Фильм был признан одним из пяти лучших итальянских фильмов 1960-х и 1970-х годов немецкими кинокритиками на Берлинском кинофестивале в 2003 году.

## Сюжет
История произошла в деревне 15 августа, во время общенационального  итальянского праздника под названием Феррагосто, или Успение Богородицы. В ходе религиозной процессии кто-то начал обстреливать статую Девы Марии. Люди спасались бегством, а полиция окружила дом, откуда велась стрельба. Там, в бедной квартире из нескольких комнат забаррикадировался безработный Марио, взяв в заложники свою беременную жену и их маленькую дочь, напуганную выстрелами, а в коридоре под одеялом лежало бездыханное тело. В доме находился целый арсенал: пулемёт, винтовка, несколько пистолетов, ручные гранаты и много боеприпасов. Марио проводит часы, заряжая оружие или наблюдая из окна за передвижениями полиции, периодически делая несколько выстрелов вслепую по площади. Молодой мужчина отказывался давать объяснения о случившемся, не хотел ни с кем разговаривать: ни с полицейским, который пытался вести переговоры, ни с репортёром, который просил об интервью с ним. Он отверг любую форму помощи, в том числе воду, несмотря на её необходимость. Осада полиции продолжалась в течение дня и ночи. На рассвете всё-таки, после убийства своей жены, Марио передал девочку карабинерам и сдался.

## Об авторе фильма
Несмотря на то, что итальянское кино стало чрезвычайно популярным в 1960-х и 1970-х годах, оно всё ещё имеет некоторые скрытые драгоценные камни и менее известных кинорежиссёров. Характерным примером может быть, вероятно, Джан Витторио Бальди. Организатор и директор IDI, независимого Итальянского института документального кино (итал. Istituto Italiano Documentario), преподаватель фильмологии в  Болонском университете, Бальди считается одним из лучших документалистов и итальянских режиссёров поколения тридцатых годов. Фигура значительной сложности, он использовал неореалистические идеи, оказывая предпочтение анализу социальной и экзистенциальной маргинальности.
Бальди был признан фаворитом престижного и влиятельного французского журнала о кино Cahiers du cinéma, в работе которого принимали участие будущие кинорежиссёры «Новой волны», и в то же время на родине его запрещала цензура и игнорировал рынок. Он также был продюсером фильмов: Свинарник Пьера Паоло Пазолини, Четыре ночи мечтателя Робера Брессона, Дневник шизофреника (итал. Diaro di una schizofrenica) Нело Ризи (итал. Nelo Risi) и личным другом Пазолини, Брессона, Даниеля Юйе (фр. Danièle Huillet) и Жан-Мари Штрауба. Драма Огонь! считается его наиболее важной режиссёрской работой и одним из ключевых итальянских фильмов своего времени.

## Создание фильма

### История сюжета
В своём интервью Бальди сказал, что вынашивал проект этого фильма в течение семи лет. Однако после завершения съёмок в 1962 году «Лучано» (итал. Luciano) , в котором впервые в итальянском кино был поднят вопрос о гомосексуализме священников, режиссёр оказался в тяжёлом положении.

«Лучано» пострадал от религиозной цензуры и не мог выйти в течение пяти лет. Решение курии в то время имело решающее значение. Я был вырезан в течение многих лет как режиссёр, ни для какого проекта я не мог получить финансирование. Я просто пытался изо всех сил свести концы с концами. Я жил на обочине. На самом деле, для съёмок Огня! я должен был найти для себя финансирование.Оригинальный текст (итал.)Luciano fu colpito dalla censura religiosa e non potè uscire per cinque anni. Il giudizio della curia all’epoca era fondamentale. Rimasi tagliato fuori per anni come regista, non riuscii più ad avere finanziamenti per nessun progetto. Facevo addirittura fatica a mettere insieme il pranzo con la cena. Ho vissuto da emarginato. Infatti per realizzare Fuoco! dovetti trovare io stesso i finanziamenti.— Gian Vittorio Baldi (интервью)
В рамках очень небольшой суммы — 1 миллион старых лир на съёмочный день  — в 1968 году был снят фильм «Огонь!», рассказ о социальной и семейной  трагедии, которая случилась на самом деле в 1961 году.

«Огонь!» рассказывает об эпизоде иррационального безумия, источником которого явилось сообщение в новостях о действительном происшествии в Рокка-ди-Папа (итал. Rocca di Papa): мужчина запёрся в доме захватив семью и угрожая убийством. Но такие факты случаются десятками по всему миру, я собрал об этих фактах обширную документацию. Я был вдохновлён (но только вдохновлён) случаем в Рокка-ди-Папа, которое, однако, по своей сути другое, даже если похоже в деталях.Оригинальный текст (итал.)«Fuoco!» racconta un episodio di follia irrazionale, parte da un fatto di cronaca veramente accaduto a Rocca di Papa: un uomo si chiuse in casa sequestrando la famiglia e minacciando la strage. Ma fatti del genere ne succedono a decine in tutto il mondo, ho raccolto su questi fatti una vasta documentazione. Mi sono ispirato (ma solamente ispirato) al fatto di Rocca di Papa, che però nella sua sostanza è diverso, anche se gli elementi sono gli stessi.— Gian Vittorio Baldi (интервью)

### Кастинг
Я не выбирал актёров. За день до съёмок я сказал моему директору: «Приведи ко мне девушку, которая была бы более или менее такой», и любой тип девушки определённого возраста с определённой внешностью мне бы подошёл, потому что я, как автор, приспособился бы к ней, как я и приспособился на самом деле. Персонаж жены был другой, не глубокий, но немного отличался от того, что я «видел», но я приспособился к Лидии Бьонди, и я думаю, что от этого сотрудничества родилось в конце концов то, чего я хотел. Марио Баньято — это мой оператор; я не выбирал актёра, я выбрал правильное лицо. Карабинер, который является третьим персонажем в фильме, — это мой ассистент.Оригинальный текст (итал.)Non ho scelto gli attori. Il giorno prima di girare ho detto al mio direttore produzione: «Portami una ragazza che più o meno sia così», e qualunque tipo di ragazza di una certa età e che avesse una certa apparenza mi sarebbe andata bene perché io come autore mi sarei adattato a lei, così come infatti mi sono adattato. Il personaggio della moglie era diverso, non profondamente, ma lievemente diverso da quello che io avevo «veduto» ma mi sono adattato a Lydia Biondi e credo che da questa collaborazione sia nato in fondo quello che desideravo. Mario Bagnato è il mio cameraman; non ho scelto un attore, ho scelto un volto giusto. Il carabiniere, che è il terzo personaggio del film, è il mio aiuto-regista.— Gian Vittorio Baldi (интервью)
Марио Баньято (итал. Mario Bagnato) снимется на следующий год в эпизоде фильма «Семя человеческое» (англ. The Seed of Man) и будет дальше работать кинооператором; в своём последнем фильме в 2000 году «U-571» он займёт должность директора по спецэффектам. Лидия Бьонди итал. Lidia Biondi), которая, помимо роли жены Марио, озвучила также голос репортёра за кадром, продолжит актёрскую карьеру до своей смерти в 2016 году.  Фильмография Джорджо Маулини (итал. Giorgio Maulini), отмеченная ещё 3-мя актёрскими работами, закончится в 1978 году.

## Художественные особенности
Бальди, который также был автором сценария и продюсером фильма, не скрывал достаточно очевидного неореалистического влияния и, конечно, своего опыта в документалистике.
Огонь! был снят всего за две недели:

Фильм был снят за пятнадцать дней просто потому, что продолжительность вдохновения не может быть чрезмерной.Оригинальный текст (итал.)Il film è stato girato in quindici giorni proprio per questo, perché la continuità di un’ispirazione non può essere protratta. — Gian Vittorio Baldi (интервью)
Съёмки проходили в одном месте и в одно время. Сцены были сняты без монтажа, в той последовательности, в которой они появляются в фильме.

В фильме есть ритм непрерывного вдохновения непосредственно связанного с автором; вот почему нет монтажа; потому что я не хотел, не мог изменить ритм съёмок.Оригинальный текст (итал.)Il film ha un ritmo di ispirazione continua direttamente legata all’autore; ecco perché non c’è il montaggio; perché non avrei voluto, né potuto modificare il ritmo delle riprese. — Gian Vittorio Baldi (интервью)
Для удобства работы режиссёр  разделил фильм на несколько временных моментов:

Он делится на четыре части: день, вечер, ночь и утро. Части делятся на четыре эпизода, и каждый эпизод состоит из четырёх кадров, каждый кадр в свою очередь делится на четыре движения. Это создает определённый ритм: ты не видишь его, ты это не замечаешь, но он задан на самом деле разделением на цифры.Оригинальный текст (итал.) È diviso in quattro parti: pomeriggio, sera, notte e alba. Le parti sono divise in quattro sequenze e ogni sequenza è divisa in quattro inquadrature, ogni inquadratura, a sua volta, è suddivisa in quattro movimenti. Questo crea un ritmo particolare, non lo vedi, non te ne accorgi ma è dato proprio dalla scansione in numeri.— Gian Vittorio Baldi (интервью)
Огонь! — это первый итальянский художественный фильм, первоначально снятый на 16-миллиметровую плёнку, но позже он был переведён в формат 35 мм для дистрибуции и скрининга. Для съёмок режиссёр использовал одну ручную камеру. За исключением начальных кадров остальная часть истории развивается строго внутри дома. Режиссёр постоянно держит перспективу от внутренней части к внешней стороне, так что зритель может чувствовать себя близко к героям и в то же время отделять себя от фактических событий. Камера всегда остаётся сосредоточенной на Марио: он герой, он является центром внимания, он тот, с которым вы должны себя отождествить.
Фильм сразу же начинается с кровавой резни, без какого-либо объяснения поступка главного героя, мы узнаём только из слов полицейского, что Марио потерял работу. Нет никаких существенных диалогов: есть только некоторые случайные реплики, которые всегда остаются остаются без ответа. Марио не будет говорить, слова больше не выражают его, он действует.

В тот момент, когда я задумал фильм, я понял, что это должен был быть немой фильм, потому что это коллоквиум между человеком и его обществом. И поскольку этому человеку не удаётся говорить с обществом, в котором он живёт, это также является эстетическим проявлением, если хотите, в фильме. Таким образом, в фильме все молчат, говорит только, по логике, персонаж, который официально представляет общество, а именно Государство, а именно Власть: страж порядка. Полицейский — это единственный человек, который говорит; все остальные звуки — нечёткие крики, разговоры шум.Оригинальный текст (итал.)Nel momento in cui ho concepito il film, ho capito che doveva essere un film muto, perché è un colloquio tra l’uomo e la sua società. E poiché quest’uomo non riesce a parlare con la società in cui vive c’è un’estrinsecazione anche estetica, se si vuole, nel film. Quindi, il film è tutto muto: parla solo, logicamente, il personaggio che rappresenta ufficialmente la società e cioè lo Stato e cioè il Potere: il custode dell’ordine. Il poliziotto è l’unica persona che parla; tutti gli altri suoni sono grida, rumori, clamori indistinti.— Gian Vittorio Baldi (интервью)
Верный принципам «Новой волны», Бальди был против голосового дубляжа, что считалось тогда почти обязательным в итальянском кино, и использовал прямой, необработанный звук. Чтобы фильм выглядел максимально реалистично, он был снят при естественном освещении. Все эти инновационные приёмы вызвали много жалоб крупнейших продакшен-компаний, которые пытались помешать дистрибуции фильма. Несмотря на то, что фильм был представлен на фестивале в Венеции и награждён Серебряной Озеллой, он не получил Премию за качество (итал. Premio Qualità) фестиваля. Эта несправедливость вынудила ряд известных итальянских интеллектуалов, в частности: Альберто Моравиа, Пьера Паоло Пазолини, Тонино Гуэрру, Эннио Флайано и Эннио де Кончини подписать телеграмму министру культуры и туризма:

Из газет нам стало известно, что Комитет по премии за качество под председательством кинокритика Джана Луиджи Ронди (итал. Gian Luigi Rondi) не дал награду фильму Джана Витторио Бальди Огонь!, созданному IDI Cinematografica. Мы считаем этот фильм одним из самых достойных и значительных произведений итальянского кино за последние годы.Оригинальный текст (итал.)Abbiamo appreso dai giornali che la Commissione per il Premio di Qualità presieduto dal critico cinematografico Gian Luigi Rondi non ha concesso il riconoscimento al film prodotto dalla IDI Cinematografica “Fuoco!” diretto da Gian Vittorio Baldi. Noi consideriamo il film una delle opere più degne e significative del cinema italiano degli ultimi anni.— Il cielo sopra di me.it.

## Выход и признание
После показа на Венецианском фестивале, где он получает единодушное одобрение критиков, в раскалённом климате ' 68, фильм быстро становится символом насильственного протеста против государства, семьи и религии
По мнению кинокритика Морандо Морандини (итал. Morando Morandini) Огонь!

(...) отличается строгостью, соответствием между намерениями и результатами, внутренней согласованностью между драматическим содержанием и формой, в которой он представлен.Оригинальный текст (итал.) notevolissimo per rigore, adeguamento tra intenzioni e risultati, coerenza interna tra materia drammatica e forme in cui è espressa.— Unilibro.com.
Франко Каули в «Gazzetta di Mantova» 5 сентября 1968 написал:

Бальди удалось реконструировать историю в соответствии с канонами «синема верите», поэтому кажется, что мы смотрим кинохронику. Ему удалось  передать тревогу, ненормальность ситуации не прибегая к значительным эффектам. (...) Также черно-белое изображение отражает документальную правду.Оригинальный текст (итал.)Baldi è riuscito a ricostruire la vicenda secondo i canoni del 'cinema verità'  per cui sembra di assistere ad un film 'di attualità'. E' riuscito a far sentire l'angoscia, l'ossessione della situazione senza aver bisogno di grandi effetti. (...) Anche la fotografia in bianco e nero rispecchia una verità documentaria.— cinematografo.it
Журнал  «Segnalazioni cinematografiche», издававшийся Католическим киноцентром (итал. Centro Cattolico Cinematografico) дал фильму такую характеристику:

Попытка кинематографически создать жёсткую, драматическую ситуацию, лишённую, однако, её морального или социального оправдания, которую несколько единичных суггестивных моментов не в состоянии  сделать приемлемой.Оригинальный текст (итал.) Un tentativo di rendere cinematograficamente una cruda situazione drammatica priva però di una sua giustificazione morale o sociale che qualche raro momento suggestivo non riesce a rendere plausibile.— cinematografo.it
В 1970 году фильм выходит в прокат во Франции, но у себя на родине он остаётся почти полностью отстранённым от рынка: крупные дистрибьюторы были экономически не заинтересованы в участии.

## Номинации, награды, презентации

### Номинация
- 1968 : «Золотой лев» (итал. Leone d'Oro) — 29-й кинофестиваль в Венеции, Италия[14]

### Награды[3]
- 1968 :. Серебряная Озелла (Osella d’Argento) — 29-й кинофестиваль в Венеции, Италия
- 1969 : Специальная премия жюри — V Международный кинофестиваль «Молодое кино» в Йере (Festival international du jeune cinéma de Hyères), Франция
- 1969 : Coppa d’oro
- 1971 : Золотая медаль за лучший фильм — Международная неделя кино в Антверпене (Semaine Cinematographique Internationale di Anversa), Бельгия

### Презентации
- 2006: кинофестиваль «Полуночное солнце» (англ. Midnight Sun Film Festival), Финляндия[15]
- 2008: 65-й кинофестиваль в Венеции в ретроспективе «Эти призраки: найденное итальянское кино (1946—1975)» (итал. Questi fantasmi: cinema italiano ritrovato (1946-1975)), Италия[4]
- 2015: Сан Джо Верона Видео Фестиваль (итал. San Giò Verona Video Festival )[16]

## Неофициальный ремейк
1986: Контузия (англ. Combat Shock), реж. Бадди Джовинаццо (англ. Buddy Giovinazzo)

## Актёрский состав
- Марио Баньято — Марио
- Лидия Бьонди — Лидия, жена Марио; репортёр (голос)
- Джорджо Маулини — карабинер

## Съёмочная группа
- Режиссёр — Джан Витторио Бальди, асс. Джорджо Маулини
- Сценарий и диалоги — Джан Витторио Бальди
- Продюсер — Джан Витторио Бальди
- Исполнительный продюсер — Пьеро Буччи
- Оператор-постановщик — Уго Пикконе, асс. Джорджо Аурели
- Звукорежиссёр — Манлио Магара
- Композитор — Франко Потенца

### Ресурсы
- «Огонь!» (англ.) на сайте Internet Movie Database (по состоянию на 25.08.2016)
- Огонь! (англ.) на сайте AllMovie (по состоянию на 25.08.2016)
- «Огонь!»  в Архиве итальянского кино Архивная копия от 11 сентября 2016 на Wayback Machine (итал.)
- «Огонь!» на сайте Fondazione Ente dello Spettacolo Архивная копия от 3 октября 2016 на Wayback Machine (итал.)

### Рецензии
- Vassilis Economou — «Fuoco! (Fire!, 1968) 30.09.14» Архивная копия от 28 августа 2016 на Wayback Machine (англ.)
- Psychosis — «Fuoco! di Gian Vittorio Baldi a cura di R.Chiesi (Cineteca Bologna, 2009)» Архивная копия от 13 ноября 2016 на Wayback Machine (итал.)

### Интервью
- Roberto Chiesi — «Gian Vittorio Baldi, un corsaro autarchico» Архивная копия от 2 апреля 2016 на Wayback Machine (итал.)
- Gian Vittorio Baldi — «Fuoco! (1969)» Архивная копия от 29 августа 2016 на Wayback Machine (итал.)

### Официальные сайты
- http://www.ilcielosopradime.it/ (итал.) Архивная копия от 22 января 2016 на Wayback Machine
- Фонд Джана Витторио Бальди Архивная копия от 6 августа 2020 на Wayback Machine (итал.)